# Oh lonesome me
Oh lonesome me is een countrylied geschreven en voor het eerst opgenomen door Don Gibson in 1958, muziekproducent was destijds Chet Atkins. Het nummer stond acht weken op nummer 1 in de Country-hitlijsten, maar haalde "maar" de zevende plaats in de Billboard Hot 100. De B-kant van het nummer was I can't stop loving you.
Het lied werd later door verscheidene artiesten gecoverd, onder wie Johnny Cash, Trini Lopez, Ann-Margret, Neil Young, M. Ward, The Walkers en Sammy Davis jr.
Craig Douglas had met dit nummer een beschaafd succes in het Verenigd Koninkrijk in 1962. Het stond 12 weken genoteerd met 15 als hoogste notering.
In Nederland had Nancy Sinatra met Lee Hazlewood met dit nummer een klein succesje in 1968. Het was een dubbele A-kant van Some velvet morning. Het plaatje haalde de tipparade van de Nederlandse Top 40, maar verder kwam het niet.

## Neil Young
De eerste versie die de Nederlandse hitparades haalde was die van Neil Young met Crazy Horse. De versie van Neil Young waarop ook Stephen Stills is te horen klonk aanmerkelijk treuriger en trager dan het origineel.

## Hitnotering

### Nederlandse Top 40
| Hitnotering: week 28 t/m 30 in 1970 | Hitnotering: week 28 t/m 30 in 1970 | Hitnotering: week 28 t/m 30 in 1970 | Hitnotering: week 28 t/m 30 in 1970 | Hitnotering: week 28 t/m 30 in 1970 |
| Week:                               | 1                                   | 2                                   | 3                                   |                                     |
| ----------------------------------- | ----------------------------------- | ----------------------------------- | ----------------------------------- | ----------------------------------- |
| Positie:                            | 40                                  | 32                                  | 39                                  | uit                                 |

### NederlandseDaverende 30
| Hitnotering: 18-7-1970 t/m 31-7-1970 | Hitnotering: 18-7-1970 t/m 31-7-1970 | Hitnotering: 18-7-1970 t/m 31-7-1970 | Hitnotering: 18-7-1970 t/m 31-7-1970 |
| Week:                                | 1                                    | 2                                    |                                      |
| ------------------------------------ | ------------------------------------ | ------------------------------------ | ------------------------------------ |
| Positie:                             | 28                                   | 28                                   | uit                                  |

## The Walkers
De tweede hitnotering in Nederland en een eerste voor België was weggelegd voor de Nederlandse The Walkers.

## Hitnotering

### Nederlandse Top 40
| Hitnotering: week 2 t/m 8 in 1974 | Hitnotering: week 2 t/m 8 in 1974 | Hitnotering: week 2 t/m 8 in 1974 | Hitnotering: week 2 t/m 8 in 1974 | Hitnotering: week 2 t/m 8 in 1974 | Hitnotering: week 2 t/m 8 in 1974 | Hitnotering: week 2 t/m 8 in 1974 | Hitnotering: week 2 t/m 8 in 1974 | Hitnotering: week 2 t/m 8 in 1974 |
| Week:                             | 1                                 | 2                                 | 3                                 | 4                                 | 5                                 | 6                                 | 7                                 |                                   |
| --------------------------------- | --------------------------------- | --------------------------------- | --------------------------------- | --------------------------------- | --------------------------------- | --------------------------------- | --------------------------------- | --------------------------------- |
| Positie:                          | 28                                | 17                                | 14                                | 12                                | 18                                | 27                                | 34                                | uit                               |

### NederlandseDaverende 30
| Hitnotering: 5-1-1974 t/m 22-2-1974 | Hitnotering: 5-1-1974 t/m 22-2-1974 | Hitnotering: 5-1-1974 t/m 22-2-1974 | Hitnotering: 5-1-1974 t/m 22-2-1974 | Hitnotering: 5-1-1974 t/m 22-2-1974 | Hitnotering: 5-1-1974 t/m 22-2-1974 | Hitnotering: 5-1-1974 t/m 22-2-1974 | Hitnotering: 5-1-1974 t/m 22-2-1974 | Hitnotering: 5-1-1974 t/m 22-2-1974 |
| Week:                               | 1                                   | 2                                   | 3                                   | 4                                   | 5                                   | 6                                   | 7                                   |                                     |
| ----------------------------------- | ----------------------------------- | ----------------------------------- | ----------------------------------- | ----------------------------------- | ----------------------------------- | ----------------------------------- | ----------------------------------- | ----------------------------------- |
| Positie:                            | 24                                  | 19                                  | 13                                  | 13                                  | 10                                  | 14                                  | 24                                  | uit                                 |

### BelgischeBRT Top 30
| Hitnotering: 9-2-1974 t/m 5-4-1974 | Hitnotering: 9-2-1974 t/m 5-4-1974 | Hitnotering: 9-2-1974 t/m 5-4-1974 | Hitnotering: 9-2-1974 t/m 5-4-1974 | Hitnotering: 9-2-1974 t/m 5-4-1974 | Hitnotering: 9-2-1974 t/m 5-4-1974 | Hitnotering: 9-2-1974 t/m 5-4-1974 | Hitnotering: 9-2-1974 t/m 5-4-1974 | Hitnotering: 9-2-1974 t/m 5-4-1974 | Hitnotering: 9-2-1974 t/m 5-4-1974 |
| Week:                              | 1                                  | 2                                  | 3                                  | 4                                  | 5                                  | 6                                  | 7                                  | 8                                  |                                    |
| ---------------------------------- | ---------------------------------- | ---------------------------------- | ---------------------------------- | ---------------------------------- | ---------------------------------- | ---------------------------------- | ---------------------------------- | ---------------------------------- | ---------------------------------- |
| Positie:                           | 29                                 | 30                                 | 5                                  | 7                                  | 9                                  | 19                                 | 20                                 | 14                                 | uit                                |